# Macroanaxipha
Macroanaxipha is een geslacht van rechtvleugeligen uit de familie krekels (Gryllidae). De wetenschappelijke naam van dit geslacht is voor het eerst geldig gepubliceerd in 1928 door Hebard.

## Soorten
Het geslacht Macroanaxipha  is monotypisch en omvat slechts de volgende soort:
- Macroanaxipha macilenta (Saussure, 1897)